# Brigitte Bouthinon-Dumas
Brigitte Bouthinon-Dumas, pianiste et pédagogue française née en 1947, est l'auteur de nombreux ouvrages pédagogiques de référence dont Mémoire d'Empreintes.

## Site Web
https://brigittebouthinondumas.com/

## Biographie
Brigitte Bouthinon-Dumas effectue un parcours d'enfant prodige, débutant dès 3 ans ses premières gammes, sollicitée pour des concerts en solo dès l'âge de 5 ans, puis à 9 ans avec orchestre , remarquée par l'illustre pianiste française Yvonne Lefébure , intégrant le Conservatoire national supérieur de musique de Paris à 14 ans, y bénéficiant de ses conseils ainsi que de ceux d'Yvonne Loriod et Germaine Mounier.
Depuis elle a enseigné le piano au sein de plusieurs institutions françaises, en tant que professeur titulaire du certificat d'aptitude, notamment au conservatoire à rayonnement départemental d'Angoulême, où la pianiste française Claire Désert dit se souvenir d'une « éducation musicale et d'une approche instrumentale naturelles, sensibles et généreuses », puis au conservatoire à rayonnement régional de Paris où elle exerce son activité de pédagogue jusqu'à son départ à la retraite en 2012. Le jeune pianiste français Romain Descharmes est désigné pour prendre sa succession.

## Activités professionnelles
De nombreuses académies d'été et masterclasses invitent Brigitte Bouthinon-Dumas à fournir des cours à de jeunes apprenants motivés: en France, à Flaine, aux Académies de Nancy, à l'Académie internationale Gyorgy Sebök à Barèges, mais également à travers l'Europe et le monde: Pologne, Biélorussie (Minsk) à l'occasion de la sortie de la traduction en russe de Mémoire d'empreintes, Chine (Shanghai, Conservatoire)...
Les ambassades de France soulignent l'importance de ses interventions comme à Minsk  ou à Brasilia ou Brigitte Bouthinon-Dumas est invitée pour une formation post-diplôme de professeurs de piano du Conservatoire de Brasilia .
Les centres de formation des enseignants de la musique (CEFEDEM) font régulièrement appel à Brigitte Bouthinon-Dumas comme professeur pour le tutorat des étudiants en pédagogie, ainsi que les jurys d'obtention du CA. Les CNSM de Paris et de Lyon invitent également la pédagogue et pianiste à exprimer son avis en tant que membre de jury de concours et d'examens, enfin les recrutements de nouveaux enseignants du piano ont aussi recours à sa présence.
Brigitte Bouthinon-Dumas donne de nombreuses conférences-concerts, articulés autour de la présentation des difficultés musicales et techniques d'une grande œuvre du répertoire classique, à l'issue de laquelle elle joue l’œuvre qu'elle vient de décrire au public.

## Pédagogie
La publication des ouvrages pédagogiques de Brigitte Bouthinon-Dumas s'effectue dans les années 1990 et 2000. La pédagogue et musicienne française élaborera ces outils en réaction à son propre parcours d'enfant précoce pour éviter à ses élèves de subir les travers d'une certaine manière plus académique, moins naturelle, d'enseigner la musique.

## Mémoire d'empreintes
Brigitte Bouthinon-Dumas résume une partie de sa vision de la pédagogie dans un essai (cf Bibliographie ) qui peut réincarner au XXIe siècle ce que représentaient les traités d'interprétation chers aux virtuoses et pédagogues des XVIIIe et XIXe siècles (notamment L'Art de toucher le clavecin de François Couperin ou l'Essai sur la manière véridique de jouer d'un instrument à clavier de Carl Philipp Emanuel Bach). L'ouvrage de Brigitte Bouthinon-Dumas bénéficie d'un titre évocateur : Mémoire d'empreintes. La quatrième de couverture expose les axes principaux de réflexion :
« Pourquoi ce livre ? Parce que rares sont les instrumentistes qui comprennent pourquoi le piano trahit si souvent leur pensée. L'ensemble des éléments - stabilité et empreinte du doigt, vraie détente, conscience tactile et cérébrale - donne les moyens d'une exigence sonore réelle et pas seulement intentionnelle. »
On comprend ici que la fin ultime ne réside pas tant dans le perfectionnement de clés techniques pour l'exécution pianistique, que dans la mise au service de ces outils à un idéal sonore, dont l'auteur laisse le lecteur totalement libre.
L'auteur insiste sur l'importance de l'analyse, de la culture, musicale ou non, enfin de tous les moyens d'enrichir l'imaginaire et la vision artistique des pianistes qui liront son œuvre.
Brigitte Bouthinon-Dumas s'est également beaucoup penchée sur le son, cherchant à obtenir le son le plus naturel et le plus ouvert possible par une détente de tous les instants. Il est très difficile de transmettre à des adolescents une réelle perception de son propre corps pour le détendre ou solliciter les bons muscles, et les résultats probants obtenus au CRR de Paris ont permis à une bonne partie des étudiants passés entre ses mains d'intégrer le 
Conservatoire national supérieur de musique et de danse de Paris et le Conservatoire national supérieur de musique et de danse de Lyon, ou de remporter des concours internationaux.

## Étudiants
Quelques élèves formés par B. Bouthinon-Dumas avant d'intégrer des CNSMD et d'effectuer une carrière :
- Claire Désert (désormais professeur au CNSMD de Paris et concertiste) [8]
- Amaury Breyne (CNSMD de Lyon)
- Cassandre Ramos (École royale de Bruxelles)
- Naïri Badal & Adélaïde Panaget (CNSMD de Paris, Duo Jatekok) [9]
- Katherine Nikitine (CNSMD de Lyon)
- Frédéric Raibaud (CNSMD de Paris en accompagnement, second prix du Concours International de piano XXe siècle Montsalvatge)
- Bianca Chillemi (CNSMD de Paris) [10]...

## Site Web
https://brigittebd61.wixsite.com/bouthinon-dumas